# Kławdijewo
Kławdijewo (ukr. Клавдієво) – stacja kolejowa w miejscowości Kławdijewo-Tarasowe, w rejonie buczańskim, w obwodzie kijowskim, na Ukrainie. Położona jest na linii Kijów – Korosteń – Kowel.

## Historia
Stacja powstała na początku XX w. na linii Kijów – Kowel. Nazwana została, podobnie jak sąsiednia stacja Nemiszajewe, na cześć naczelnika Kolei Południowo-Zachodniej i ministra kolei Imperium Rosyjskiego Kławdija Niemieszajewa.